# Stara Kiszewa
Stara Kiszewa (deutsch Alt Kischau, früher Alt Kyschau) ist ein Dorf im Powiat Kościerski der polnischen Woiwodschaft Pommern. Es ist Sitz der gleichnamigen Landgemeinde.

## Geographische Lage

Umgebung von Alt Kischau und Schloss Kischau (östlich des Dorfs), beide Orte am Flüsschen Ferse gelegen, auf einer Landkarte von 1913

Das Dorf liegt in der historischen Landschaft Pommerellen im ehemaligen Westpreußen am Flüsschen Wierzyca (Ferse), etwa 18 Kilometer südöstlich von Kościerzyna (Berent) und 55 Kilometer südwestlich von Danzig.

## Geschichte
Seit Anfang des 14. Jahrhunderts gehörte die Region mit dem Dorf zum Deutschordensstaat. Um etwa 1785 hatte das Dorf eine katholische Kirche und 34 Häuser.
Das Schloss Kischau an der Ferse zwei Kilometer östlich des Dorfs kam 1316 durch Schenkung an den Deutschen Orden; es wird noch in der Thorner Friedensurkunde von 1466 als Ordensschloss erwähnt. Seit dem 18. Jahrhundert war das Schloss Sitz eines königlichen Domänenamts. Von dem Schloss ist heute noch eine teilrestaurierte Burgruine erhalten.
Das Dorf gehörte bis nach Ende des Weltkriegs zum Kreis Berent im westpreußischen Regierungsbezirk Danzig des Deutschen Reichs.
Aufgrund der Bestimmungen des Versailler Vertrags musste die Region mit dem Dorf 1920 zum Zweck der Einrichtung des Polnischen Korridors an Polen abgetreten werden. Durch den Überfall auf Polen 1939 wurde das Dorf völkerrechtswidrig vom NS-Staat annektiert und dem Reichsgau Danzig-Westpreußen angegliedert. Gegen Ende des Zweiten Weltkriegs wurde es im Frühjahr 1945 von der Roten Armee besetzt und kam an Polen zurück.

### Bevölkerungsentwicklung
| Jahr | Einwohner | Anmerkungen                        |
| ---- | --------- | ---------------------------------- |
| 1816 | 259       | in 36 Häusern                      |
| 1835 | ca. 300   | [ 6 ]                              |
| 1864 | 626       | am 3. Dezember, in 70 Wohngebäuden |
| 1885 | 1.014     | [ 8 ]                              |
| 1910 | 1.178     | [ 9 ]                              |

## Verkehr
Die Ortschaft liegt an der Landstraße von Chojnice (Konitz) nach Starogard Gdański (Preußisch Stargard).

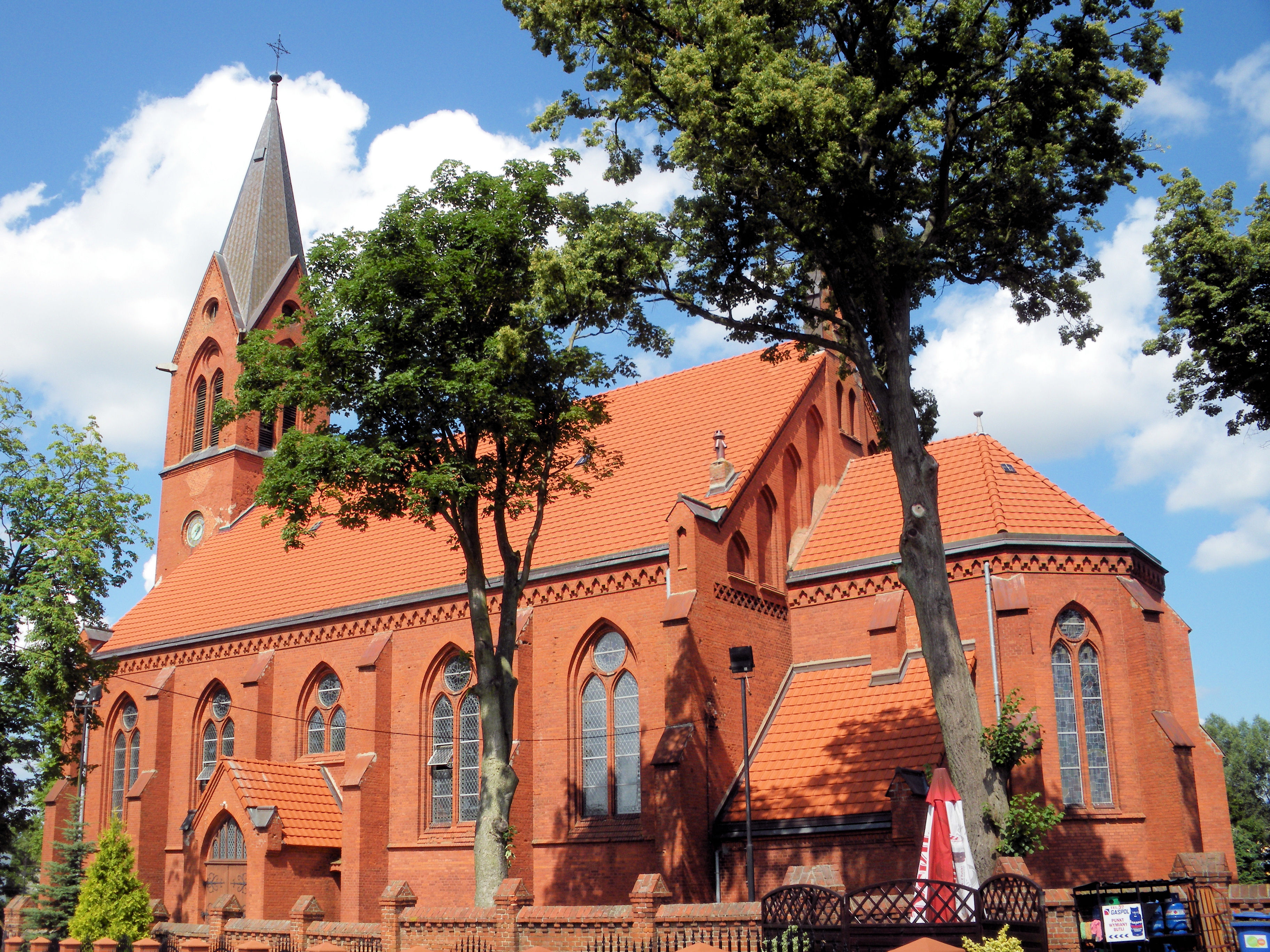
Dorfkirche
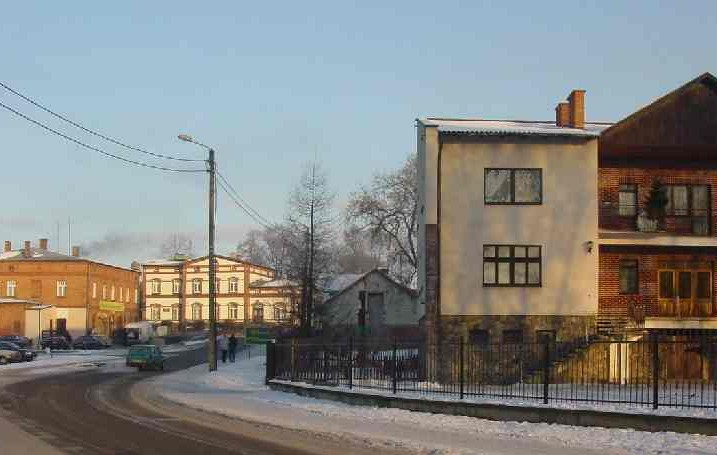
Dorfstraße
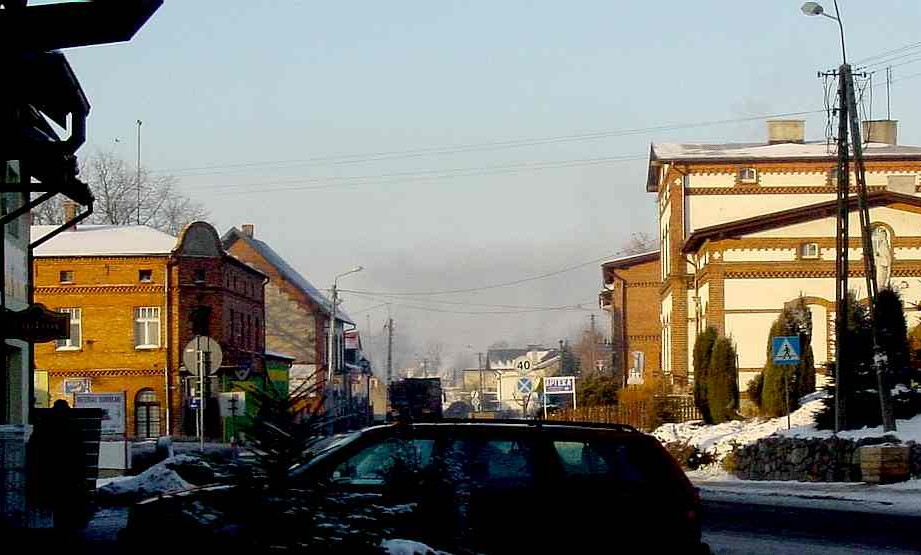
Wohnhäuser

## Gemeinde Stara Kiszewa
Die Landgemeinde Stara Kiszewa hatte schon immer eine mehrheitlich polnische bzw. teilweise kaschubische Bevölkerung.

### Partnergemeinde
- Lahntal (Deutschland)